# Distretto di Ereğli (Konya)
Il distretto di Ereğli (in turco Ereğli ilçesi) è uno dei distretti della provincia di Konya, in Turchia.